# رابطة الدراسات الألمانية
رابطة الدراسات الألمانية (أو GSA) هي منظمة دولية تضم علماء في التاريخ والأدب والاقتصاد والدراسات الثقافية والعلوم السياسية الذين يدرسون ألمانيا والنمسا وسويسرا. وبدأت المنظمة في عام 1976 باسم الرابطة الغربية للدراسات الألمانية وتمت إعادة تسميتها باسم رابطة الدراسات الألمانية في عام 1983 بعد تحولها إلى منظمة في أمريكا الشمالية ثم إلى منظمة دولية.
والمؤسس والرئيس التنفيذي لرابطة الدراسات الألمانية لفترة طويلة هو الأستاذ جيرالد آر كلاينفيلد الذي يعمل بجامعة ولاية أريزونا. كما شغل منصب أول رئيس تحرير للمجلة العلمية للرابطة التي تحمل اسم جيرمان ستاديز ريفيو (مراجعة الدراسات الألمانية)، التي نُشرت لأول مرة في عام 1978. ويعمل في منصب المدير التنفيذي حاليًا الأستاذ ديفيد أي باركلي الذي يعمل بكلية كالامازو، في حين يرأس تحرير مجلة جيرمان ستاديز ريفيو الأستاذ ديتهيلم برو الذي يعمل بكلية كارليتون. في عام 2012، تولت سابين هيك التي تعمل بجامعة تكساس، في أوستن منصب رئيس تحرير مجلة جيرمان ستاديز ريفيو لمدة خمس سنوات. 
تتم إدارة الرابطة من قِبل مجلس إدارة يتم انتخابه من قِبل الأعضاء وفقًا للوائح الداخلية لرابطة الدراسات الألمانية. وتعقد رابطة الدراسات الألمانية مؤتمرًا سنويًا في فصل الخريف من كل عام في أحد الأماكن بأمريكا الشمالية.
من بين آخر رؤساء رابطة الدراسات الألمانية باتريشيا هيرمينغهاوس، جامعة روشيستر (2003-2004)؛ كاثارين روبر، كلية سان ماري في كاليفورنيا (2005-2006)؛ سارا لينوكس، جامعة ماساتشوستس في امهرست (2007-2008)؛ وسيليا أبلجيت، جامعة روشيستر (2009-2010). ستيفان بروكمان الذي يعمل بجامعة كارينجي ميلون، هي رئيس رابطة الدراسات الألمانية وسوف تتبعه سوزان مارشاند بجامعة ولاية لويزيانا، في 2013.

## وصلات خارجية
- The German Studies Association web site
- German Studies Review - GSR online issues
- On the history of the GSA
- Gerald R. Kleinfeld web site